# Serjania tenuis
Serjania tenuis är en kinesträdsväxtart som beskrevs av Ludwig Radlkofer. Serjania tenuis ingår i släktet Serjania och familjen kinesträdsväxter. Inga underarter finns listade i Catalogue of Life.